# Венденский 178-й пехотный полк
178-й пехотный Венденский полк — пехотная воинская часть Русской императорской армии.

## Формирование полка
Полк имеет старшинство с 2 апреля 1877 г., когда из 1-го и 2-го Динабургских крепостных батальонов были сформированы 1-й и 2-й Динабургские (потом Двинские) крепостные полки, из которых последний и явился родоначальником Венденского пехотного полка. 6 апреля 1877 г. из 2-х, 3-х и 4-х батальонов Динабургских крепостных полков были образованы с 5-го по 10-й резервный батальоны (упразднённые в 1878 г.), а 1-е батальоны были развёрнуты 19 мая в два четырёхбатальонных полка, из которых в августе того же года также были сформированы с 49-го по 52-й резервные батальоны (упразднённые в 1878 г.), причём самые полки были доукомплектованы. 
Из этих полков 19 января 1878 г. были сформированы с 65-го по 68-й резервные батальоны (также скоро упразднённые), а оставшиеся в каждом полку 2 батальона были переформированы в 1-й и 2-й крепостные Динабургские батальоны. Из 2-го Динабургского крепостного батальона 31 августа 1878 г. был сформирован 14-й резервный пехотный (кадровый) батальон, названный 25 марта 1891 г. Венденским резервным. 
1 декабря 1892 г., Венденский резервный батальон был развёрнут в двухбатальонный полк и наименован 178-м пехотным резервным Венденским полком. 1 января 1898 г. этот полк получил четырёхбатальонный состав и принял нынешнее название. Вплоть до Первой мировой войны Венденский полк в кампаниях не участвовал.
Венденский полк имеет простое, без надписи, знамя, Высочайше пожалованное 18 марта 1880 г. Полковой праздник — 30 августа.
Полк — активный участник Первой мировой войны, в частности, Виленской операции 1915 г.

## Командиры полка
- 08.05.1889 — 16.10.1899 — полковник, генерал-майор с 16.10.1899 Троицкий, Петр Яковлевич
- 10.12.1899 — 11.10.1904 — полковник Юнчис, Андрей Иванович
- 06.03.1905 — 14.07.1910 — полковник Братанов, Василий Николаевич
- 14.07.1910 — 30.09.1914 — полковник (с 24.08.1914 генерал-майор) Розанов, Сергей Николаевич
- 30.09.1914 — 03.11.1915 — полковник Вансович, Николай Афанасьевич
- 22.12.1915 — ? — полковник Крейдтнер, Густав Александрович
- 02.02.1917 — ? — подполковник Гуринович, Александр Антонович
- капитаны:  Густавс Трейманис, Янис Лепикс, Петерис Брейкшс
- подполковник Теодорс Цукурс
- штабс-капитан Янис Апинис

## Известные люди, служившие в полку
- Жебрак-Русанович, Михаил Антонович — полковник, деятель белого движения, командир полка в Добровольческой армии.
- Крустиньш, Андрей Николаевич — генерал-майор РККА, генерал Латвийской армии.
- Левитов, Михаил Николаевич — полковник, деятель белого движения, командир Корниловского ударного полка
- Угланов, Николай Александрович — участник Гражданской войны, Нарком труда СССР, кандидат в члены Политбюро ВКП(б).